# Yilehuli Shan
Das Yilehuli-Gebirge, Ilkurischan oder Yilehuli Shan (chinesisch 伊勒呼里山, Pinyin Yīlèhūlǐ Shān) ist ein sich im Norden der Provinz Heilongjiang in der Volksrepublik China erstreckender Gebirgszug. 
Er liegt im Übergangsgebiet zwischen dem Großen und Kleinen Hinggan-Gebirge.  